# More more more
『more more more』（モア・モア・モア）は、2008年11月19日にcontemodeより配信されたcapsuleのデジタルシングルである。

## 背景
本作発売日と同じ日に発売されたアルバム『MORE! MORE! MORE!』に収録されている楽曲のシングルカット。

## 楽曲について
more more more
作詞・作曲・編曲：中田ヤスタカ
- 花王エッセンシャルCMソング
- テレビ朝日系『シルシルミシル』オープニングテーマ